# حمادي أحمد
حمادي أحمد عبد الله الدعية ولد في 18 أكتوبر، 1989 هو لاعب كرة قدم عراقي معتزل ، اعتزل في بداية عام 2023، برز وهو يلعب كمهاجم لصالح نادي القوة الجوية والمنتخب العراقي لكرة القدم، حَصل على جائزة أفضل لاعب وأفضل هداف في كأس الاتحاد الآسيوي في عام 2016، ويعد الهداف التاريخي لنادي القوة الجوية في دوري نجوم العراق برصيد 144 هدفا.
بدأ مسيرته الرياضية في كرة القدم بالانضمام إلى نادي سامراء، وفي عام 2010 شهد أنتقال إلى أقوى الأندية في العراق فأنتقل إلى نادي القوة الجوية، وحَصد العديد من الكؤوس والبطولات والجوائز الفردية فُلقب بهداف النادي وفي أول موسم أصبح هداف الدوري العراقي بـ27 هدفاً، وحَصد العديد من الكؤوس والبطولات والجوائز الفردية مع النادي حصل مع القوة الجوية كأس الاتحاد الاسيوي ثلاث مرات متتالية.

## مشوار الأندية
بدأ أحمد مشوار لعب كرة القدم في نادي سامراء، وفي عام 2010 أنتقل إلى واحد من أقوى الأندية في العراق حيث أنتقل إلى نادي القوة الجوية في بغداد، في موسم 2016/2016 فاز بـكأس العراق، وأصبح هداف الدوري العراقي في موسم 2011/12 (27 هدفاً) و2012/13 وأعتبر أول لاعب في القوة الجوية يَحصل على هداف الدوري مرتين، وهداف كاس الاتحاد الآسيوي 2016 وأفضل لاعب فضلاً عن تحقيقه للقب لأول مرة.

## المشوار الدولي
وشارك في المنتخب العراقي لكرة القدم في عام 2012، وقَد لعب مع مصر في 17 أبريل 2012 ضد مصر، و14 نوفمبر، 2016 سجل أول هدف له مع المنتخب الوطني ضد الأردن، وشارك مع المنتخب الوطني ببطولة كأس غرب أسيا.

## الأهداف الدولية
| #  | التاريخ        | المكان                         | الخصم     | الهدف | النتيجة | المسابقة                             |
| -- | -------------- | ------------------------------ | --------- | ----- | ------- | ------------------------------------ |
| 1. | 14 نوفمبر 2012 | ملعب حمد الكبير، الدوحة        | الأردن    | 1–0   | 1–0     | تصفيات كأس العالم لكرة القدم 2014    |
| 2. | 10 ديسمبر 2012 | ملعب الصباح، الكويت            | الأردن    | 1–0   | 1–0     | بطولة اتحاد غرب آسيا لكرة القدم 2012 |
| 3. | 9 يناير 2013   | ملعب خليفة، مدينة عيسى         | الكويت    | 1–0   | 1-0     | كأس الخليج 2013                      |
| 4. | 12 يناير 2013  | ملعب خليفة، مدينة عيسى         | اليمن     | 2–0   | 2-0     | كأس الخليج 2013                      |
| 5. | 11 نوفمبر 2013 | ستاد الأمير محمد، الزرقاء      | سوريا     | 1–1   | 2-1     | مباراة ودية                          |
| 6. | 19 نوفمبر 2013 | ملعب غيلورا بونغ كارنو، جاكرتا | إندونيسيا | 1–0   | 2-0     | تصفيات كأس آسيا 2015                 |

## أسلوب اللعب
أسطورة كرة القدم البرازيلية زيكو، مُعلقاً على أحمد حمادي، هو لاعب جيد للغاية بالنسبة لي، وكان سريع جداً وجيد فنياً.

## إنجازات

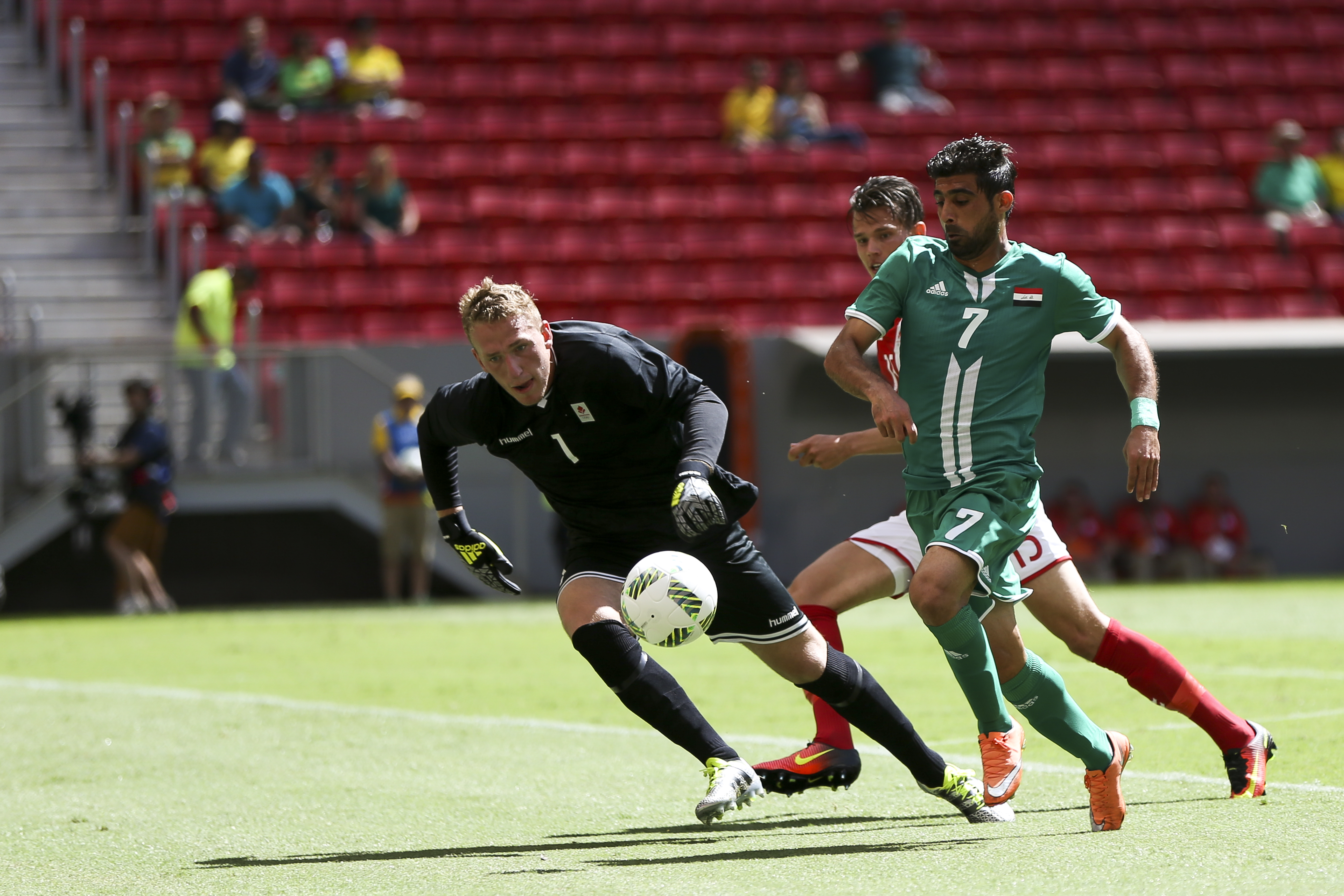
حمادي أحمد في بطولة الألعاب الأولمبية الصيفية 2016.

### البلد
منتخب العراق لكرة القدم
- كأس العرب لكرة القدم 2012: الميدالية البرونزية
- بطولة اتحاد غرب آسيا لكرة القدم 2012: الوصيف
- كأس الخليج العربي لكرة القدم 2013: الوصيف
- كأس العالم العسكري للرجال (2013): البطل (للمرة الرابعة)

### النادي
نادي القوة الجوية
- كأس الاتحاد الآسيوي
- فوز (3) 2016 ، 2017 ، 2018
- الدوري العراقي الممتاز 2016–17 البطل
- كأس العراق 2015/16: البطل

### فردية
نادي القوة الجوية
- الدوري العراقي الممتاز 2011–12: أفضل هداف (27 هدف)
- بطولة دوري أندية العراق 2015/2016: أفضل هداف (12 هدف)[َ 1]
- كأس الأتحاد الأسيوي 2016: أفضل هداف (16 هدف)[َ 2]
- كأس الاتحاد الآسيوي 2018 أفضل لاعب
- كأس الأتحاد الأسيوي 2016: أكثر لاعب ذو قيمة وأفضل لاعب [3]
- أفضل ثاني لاعب في أسيا لعام 2016.[4]

المنتخب العسكري العراقي الوطني
- كأس العالم العسكري للرجال (2013): أفضل هداف (9 أهداف)

## وصلات خارجية
- حمادي أحمد على موقع الاتحاد الدولي (مؤرشف)  (الإنجليزية)
- حمادي أحمد على موقع قاعدة بيانات كرة القدم.إي يو (الإنجليزية)
- حمادي أحمد على موقع ناشيونال فوتبول تيمز (الإنجليزية)
- حمادي أحمد على موقع Soccerway.com (الإنجليزية)
- حمادي أحمد على موقع أوليمبيديا (الإنجليزية)
- صفحة اللاعب على موقع الفيفا
- صفحة اللاعب على موقع كووورة
- . على يوتيوب تتويج حمادي أحمد بهداف كأس الأتحاد الأسيوي